# Lagonosticta nitidula
Lagonosticta nitidula е вид птица от семейство Estrildidae.

## Разпространение
Видът е разпространен в Ангола, Ботсвана, Замбия, Зимбабве, Демократична република Конго, Намибия и Танзания.